# U-Bahnhof Dahlem-Dorf

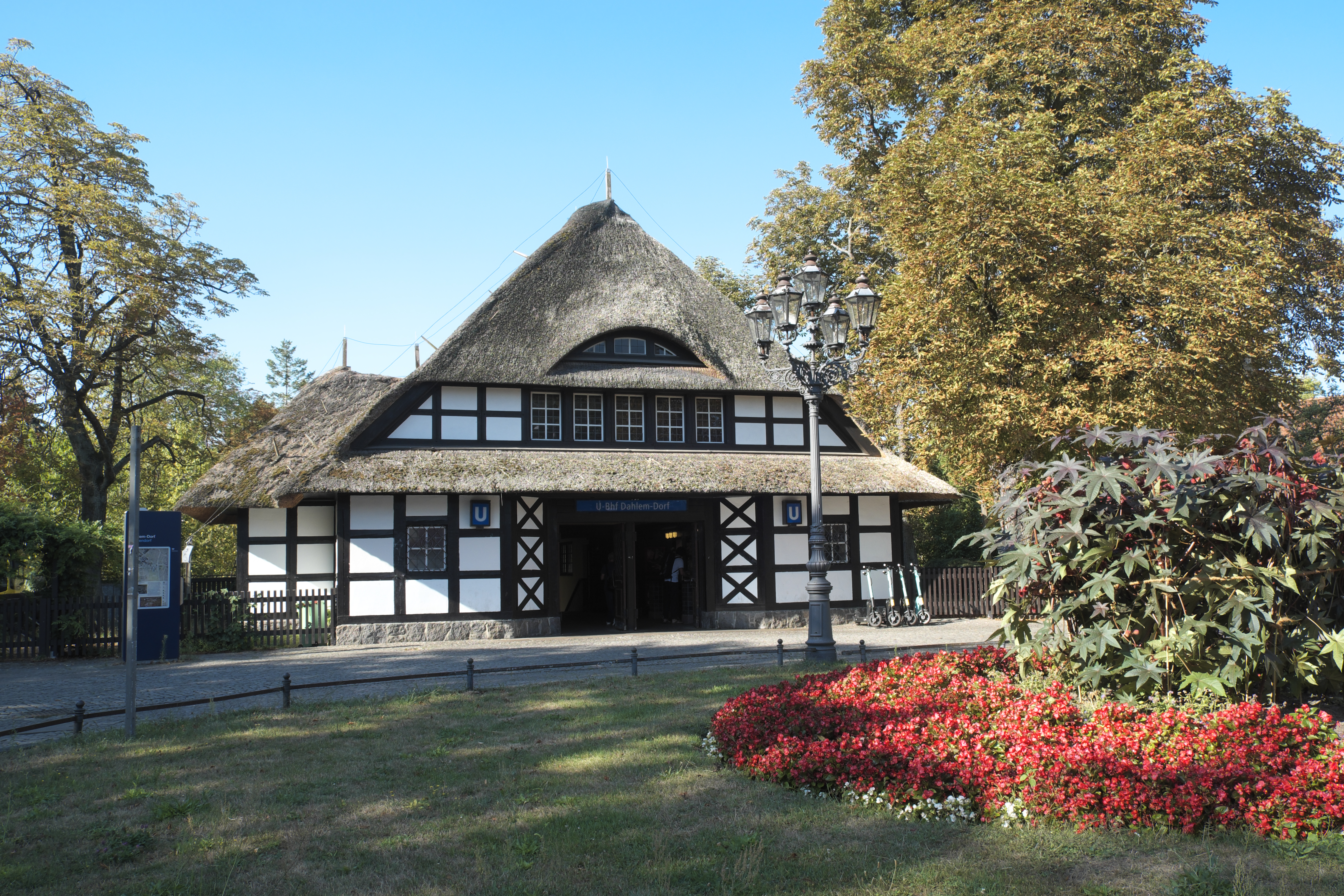
Denkmalgeschütztes Empfangsgebäude

Der U-Bahnhof Dahlem-Dorf ist ein Berliner U-Bahnhof der Linie U3 der Berliner U-Bahn im Ortsteil Dahlem des Bezirks Steglitz-Zehlendorf. Der Bahnhof ging wie die anderen Bahnhöfe der Wilmersdorf-Dahlemer-Schnellbahn am 12. Oktober 1913 in Betrieb.
Der U-Bahnhof liegt an der Königin-Luise-Straße gegenüber dem Freilichtmuseum Domäne Dahlem. In unmittelbarer Nähe befinden sich einige Institute der Freien Universität Berlin sowie das Museumszentrum Berlin-Dahlem der Staatlichen Museen zu Berlin. Der U-Bahnhof ist als Einschnittbahnhof mit Mittelbahnsteig angelegt.

## Historie und Bauwerk

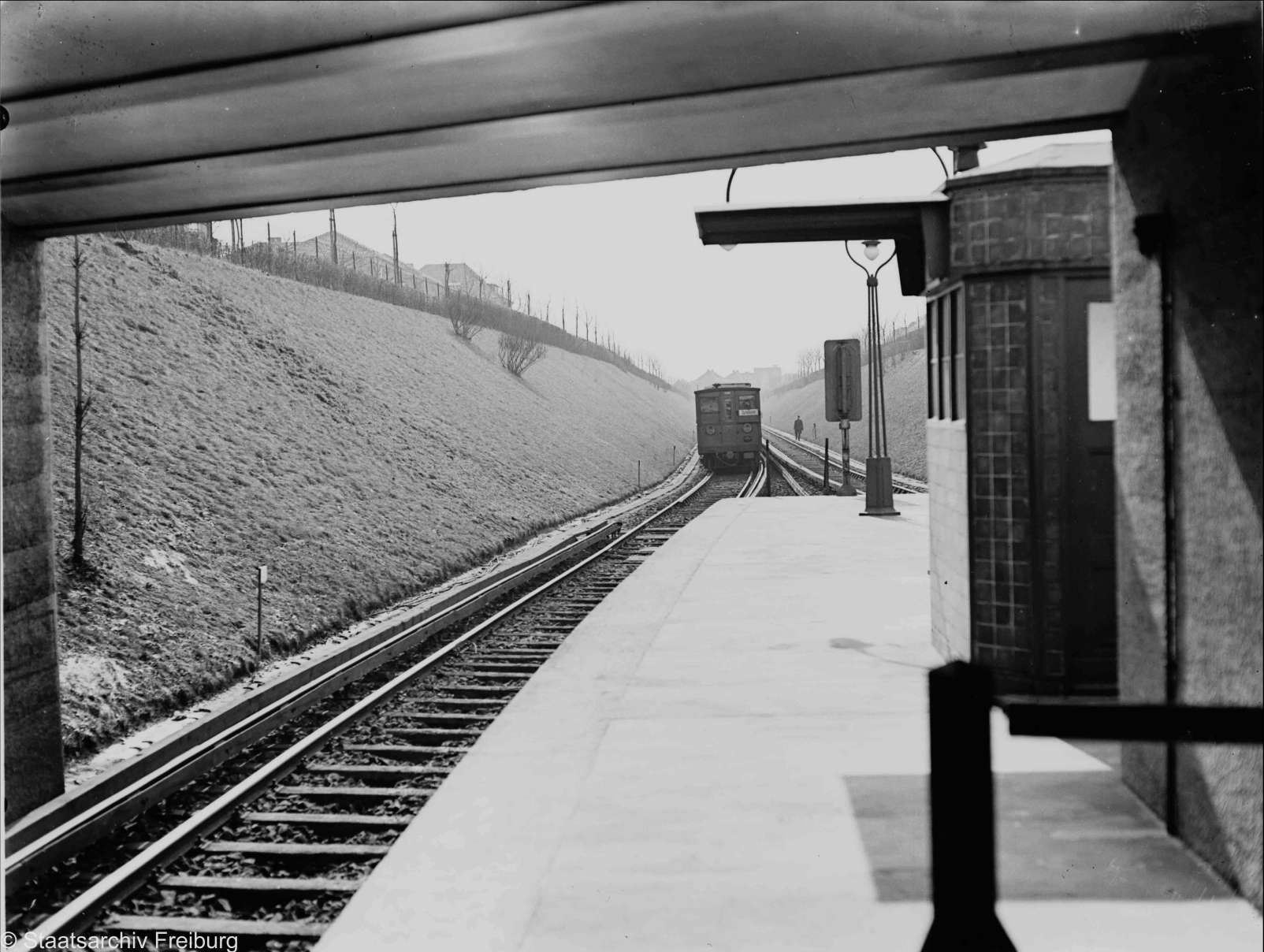
Bahnhof (1929)

Der Bahnhof entstand im Rahmen des Baus der Wilmersdorf-Dahlemer-Untergrundbahn zwischen Wittenbergplatz und Thielplatz im Süden der Domäne Dahlem, um das zuvor rein landwirtschaftliche Gebiet für den Verkehr zu erschließen. Der Bahnhof wurde von Friedrich und Wilhelm Hennings gestaltet und in den Jahren 1912–1913 erbaut. Ursprünglich war als Eingang zur U-Bahn nur ein kleines Torhäuschen vorgesehen. Auf Wunsch von Kaiser Wilhelm II. passte sich das Empfangsgebäude dem ländlichen Charakter der Domäne Dahlem an und wurde im Stil eines norddeutschen Gutshauses als reetgedecktes Fachwerkhaus mit blumengeschmücktem Vorplatz und Lattenzaun als Grundstücksbegrenzung ausgeführt.

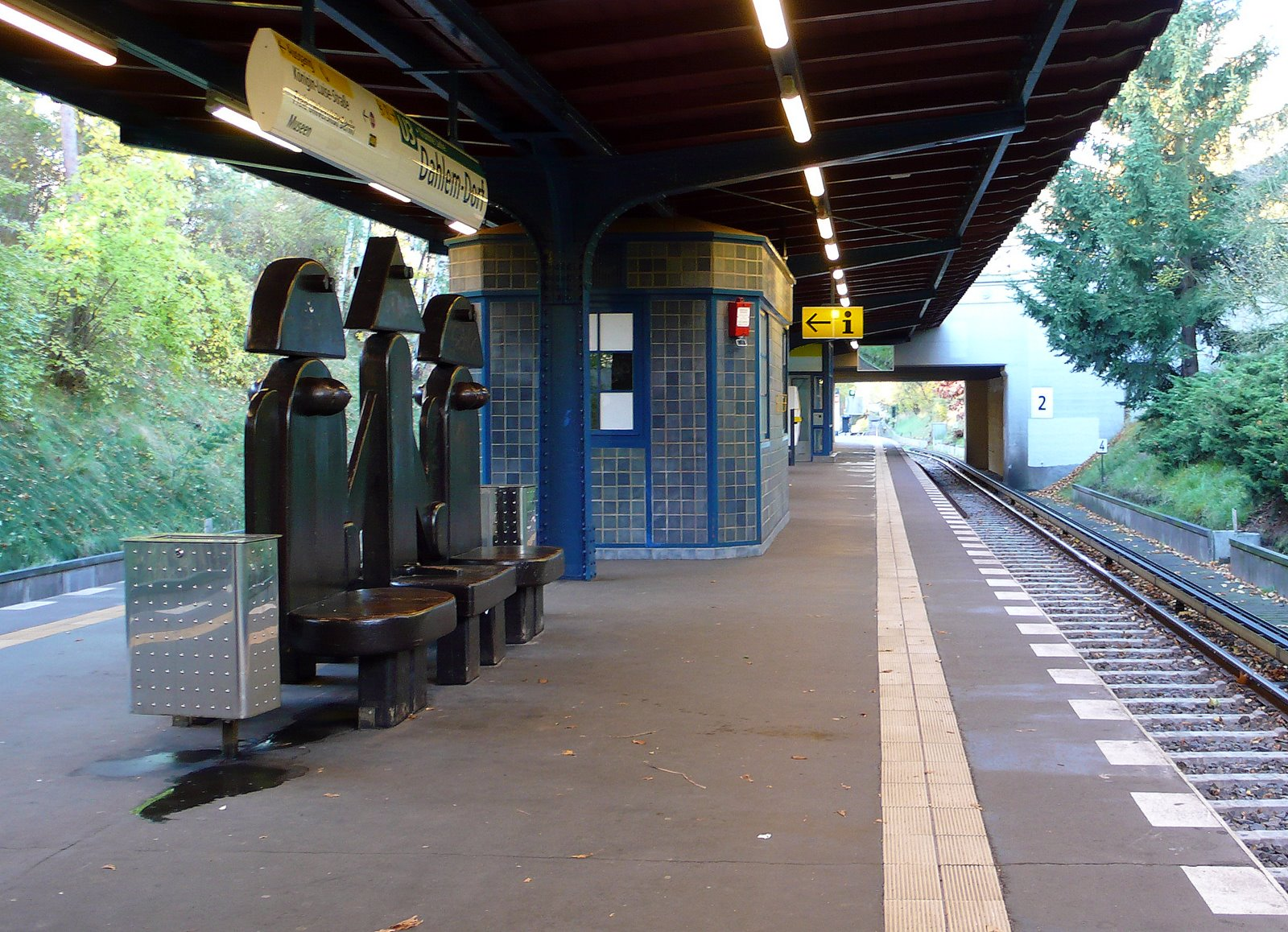
Bahnsteig mit extravaganter Sitzgelegenheit

Das am nordöstlichen Ende des Bahnsteigs gelegene Zugangsgebäude steht auf einem Steinsockel. Die Fassade ist als weißes Fachwerk mit dunklem Holz ausgeführt und wird durch einen Fußwalm geteilt. Das Hauptgebäude wird von zwei pavillonartigen Nebenflügeln eingefasst. Der Zugang zum Bahnhof erfolgt durch zwei schmiedeeisern beschlagene Holztüren. Oberhalb dieser Eingangstüren finden sich fünf Fenster sowie eine Schleppgaube. Das Dach ist als Krüppelwalmdach ausgeführt, das innen mit einer trapezförmigen braunen Kassettendecke im Stile eines Rittersaals verkleidet ist. Die Wände sind innen mit blauen Keramikfliesen belegt, der Boden hat ein Mosaikpflaster. Gegenüber dem Eingang führt ein dunkelgrün gefliester Treppenabgang zum Bahnsteig. Genau wie beim U-Bahnhof Podbielskiallee wird dieser von einem nach innen geneigten Bitumen-Holzdach überdeckt. Zwei als Figurengruppe gestaltete Holzsitzgruppen des Berliner Künstlers Wolf van Roy verweisen seit 1984 auf das seinerzeit nahegelegene Völkerkundemuseum, das bis Januar 2017 dort seinen Sitz hatte, bevor es in das Humboldt Forum nach Berlin-Mitte umzog.
Nach einem Brand am 27. Dezember 1980 wurde der Bahnhof nach historischen Plänen wiederaufgebaut. Vom ursprünglichen Bauwerk ist auf dem Bahnsteig ein blau gefliestes Betriebshäuschen erhalten geblieben. An der südwestlich gelegenen Fabeckstraßenbrücke besteht mittels Aufzug ein weiterer Zugang zum Bahnhof. Der Bahnhof gilt als barrierefrei.
Der U-Bahnhof Dahlem-Dorf wurde 1987 in Japan zum schönsten U-Bahnhof Europas gekürt.
Am 28. April 2012 gegen 2 Uhr brannte das Reetdach des Eingangsgebäudes erneut, wodurch rund 80 m² des Daches zerstört wurden. Infolge der Lösch- und Aufräumarbeiten war der Zugverkehr für mehrere Tage unterbrochen. Die Wiederherstellung des Daches des betroffenen Bereichs erfolgte im Juli 2013, aus Sicherheitsgründen wurde statt Reetgras eine Nachbildung aus Kunststoff verwendet.
Bis August 2023 wurde das Reetdach des Empfangsgebäudes denkmalgerecht erneuert.

## Anbindung
| Linie | Verlauf |
| ----- | --- |
|       | Warschauer Straße – Schlesisches Tor – Görlitzer Bahnhof – Kottbusser Tor – Prinzenstraße – Hallesches Tor – Möckernbrücke – Gleisdreieck – Kurfürstenstraße – Nollendorfplatz – Wittenbergplatz – Augsburger Straße – Spichernstraße – Hohenzollernplatz – Fehrbelliner Platz – Heidelberger Platz – Rüdesheimer Platz – Breitenbachplatz – Podbielskiallee – Dahlem-Dorf – Freie Universität (Thielplatz) – Oskar-Helene-Heim – Onkel Toms Hütte – Krumme Lanke |

Am U-Bahnhof bestehen Umsteigemöglichkeiten von der Linie U3 zu den Omnibuslinien M11 und X83 der Berliner Verkehrsbetriebe.